# Житькове
Житькове (біл. вёска  Жыцькава) — село в складі Борисовського району Мінської області, Білорусь. Село підпорядковане Пригородницькій сільській раді, розташоване в північно-східній частині області.

## Відомі особистості
- Гігевич Василь Семенович (*1947) — білоруський письменник-фантаст.